# Trichocolletes hackeri
Trichocolletes hackeri är en biart som först beskrevs av Cockerell 1913.  Trichocolletes hackeri ingår i släktet Trichocolletes och familjen korttungebin. Inga underarter finns listade i Catalogue of Life.

## Bildgalleri

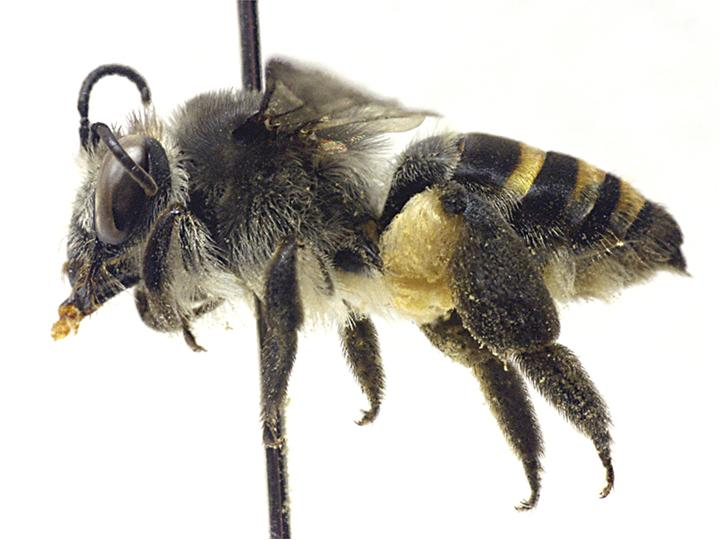
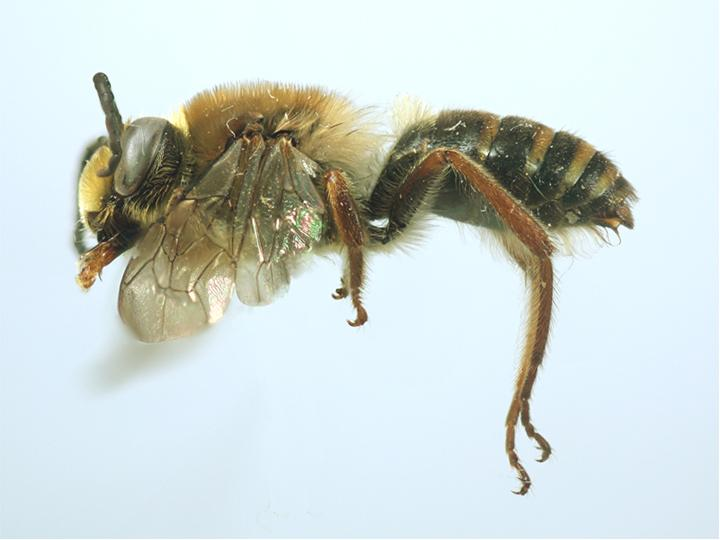